# سرطان قرني العيون
سرطان قرني العيون (الاسم العلمي: Ocypode ceratophthalmus) هو نوع من الحيوانات يتبع جنس السرطان السريع الأرجل من فصيلة السرطانات الشبحية.